# Young Americans
Young Americans foi uma série norte-americana, derivada do sucesso mundial Dawson's Creek, criada por Steve Antin, que contava a história de Will Krudski, um jovem pobre que consegue uma bolsa de estudos na concorridíssima Rawley Academy, para um curso de verão. Lá ele viverá grandes aventuras e fará amizades e descobertas que guardará para sempre. A série teve apenas oito episódios, tendo sido exibida de 12 de julho de 2000 a 7 de setembro de 2000. Foi exibida nos EUA pelo extinto canal The WB e no Brasil pelo Canal Sony.
A série explorou os seguintes temas: amor proibido, moralidade e classes sociais.

## Sinopse
Todos têm um verão do qual nunca irão se esquecer...
Will Krudski (Rodney Scott, de Dawson’s Creek) é um jovem pobre, morador da cidade de New Rawley, que consegue uma bolsa de estudos para um curso de verão na escola dos sonhos de todo adolescente: a Rawley Academy, que proporciona à seus estudantes o colegial longe dos pais.
É no “clube dos bilionários” que Will se tornará amigo de Scout Calhoun (Mark Famiglietti), seu colega de quarto, um jovem de bom coração e que não deixa se dominar pela riqueza de sua família. Scout se apaixona por Bella (Kate Bosworth, de A Onda dos Sonhos), uma jovem moradora da cidade, amiga de Will, mas este relacionamento será bruscamente interrompido por uma terrível e perturbadora revelação.
Conheceremos ainda Jake Pratt (Katherine Moennig, de The L Word), uma jovem incompreendida que se veste de homem para se matricular na Rawley, mas o que ela não planejava era se apaixonar por Hamilton Fleming (Ian Somerhalder, de Lost), o filho do reitor da escola.
Young Americans foi a primeira e única série derivada do grande sucesso jovem Dawson’s Creek, lançada no verão de 2000, se tornando um fenômeno mundial entre os jovens. Cancelada após oito episódios por não ter  atingido os índices de audiência exigidos pela sua patrocinadora, a Coca-Cola e pela emissora WB.

## Elenco e participações notáveis
- Rodney Scott como Will Krudski, é o jovem pobre, morador da cidade, que consegue uma bolsa de estudos na Rawley Academy. Possui um complicado relacionamento com o pai. Personagem introduzido originalmente na série Dawson's Creek, para divulgar a série de verão.
- Mark Famiglietti como Scout Calhoun, colega de quarto de Will na Rawley Academy. Scout conhece e inicia um curto namoro com Bella, interrompido por uma terrível e perturbadora revelação.
- Katherine Moennig como Jake Pratt, umaa incompreendida adolescente que se veste de homem para se matricular na Rawley Academy masculina, como forma de punir sua mãe ausente, uma estrela de hollywood.
- Ian Somerhalder como Hamilton Fleming, um estudante da escola e filho do Reitor. Fica confuso ao perceber que está atraído por Jake (sem saber que ele na verdade é uma garota).
- Kate Bosworth como Bella Banks, a belíssima amiga de infância de Will. Namora Scout até descobrir um terrível segredo que os afasta. Para esquecê-lo, inicia um namoro com seu também amigo de infância Seah (Matt Czuchry, de Gilmore Girls).
- Ed Quinn como Finn, treinador do time de canoagem da escola e professor de inglês.

Participações especiais:
- Matt Czuchry como Sean McGrail, melhor amigo de Will e colega do time de Baseball da cidade. Viverá um romance com sua amiga de infância, Bella
- Deborah Hazlett como Susan Krudski, mãe de Will. Trabalha no salão de beleza da fictícia cidade de New Rawley, chamado "Glamorama".
- Charlie Hunnam como Gregor Ryder, estudante inglês da Rawley Academy.
- Michelle Monaghan como Caroline Busse, interesse amoroso de Will.
- Cyndi Johnson como Paige Bennett, velha amiga da família de Scout, por quem tem um interesse amoroso
- Kathleen Bridget Kelly como Kate Fleming, Mãe de Hamilton e esposa do Reitor da Rawley Academy.
- Gabrielle Christian como Grace, irmã de Bella.
- Beau Gravitte como Senador Calhoun, pai de Scout.
- Glynnis O'Connor como Donna Banks , mãe de Bella e  Grace
- Naomi Kline como Lena, interesse amoroso de Hamilton e Jake.

## Episódios
1x01. Pilot
Exibição nos EUA: 12 de julho de 2000
Exibição no Brasil: 4 de novembro de 2000
Will Krudsky, um jovem pobre, morador da pequena Rawley City, consegue uma bolsa de estudos para um curso de verão na escola mais concorrida dos EUA e sonho de todo adolescente, o colegial longe dos pais : A Rawley Academy, também conhecida como "clube dos bilionários".
Curiosidades este episódio é conhecido nos Estados Unidos como "The Beginning", devido ao fato deste episódio ter sido o segundo piloto gravado, pois o original foi descartado pela WB.
1x02. Our Town
Exibição nos EUA: 19 de julho de 2000
Exibição no Brasil: 11 de novembro de 2000
Will fica numa difícil situação quando seu melhor amigo Sean descobre que ele mentiu sobre ter conseguido a bolsa na Rawley Academy. A situação piora quando seu novo amigo Scout entra em atrito com Sean, o que faz com que Will fique dividido entre defender Scout e apoiar Sean.
Curiosidade: No Brasil e em outros países onde a série foi exibida, o título deste episódio é conhecido como "Some Good Things".
1x03. Kiss and Tell
Exibição nos EUA: 26 de julho de 2000
Exibição no Brasil: 18 de novembro de 2000
Ryder, um estudante inglês, chega a Rawley Academy causando confusão para Will, quando eles flagram Finn e Kate, a esposa do Reitor, se beijando em uma sala e grava um vídeo com a informação na filmadora da escola, que acaba indo parar na mesa do reitor. Para evitar o escândalo e proteger Finn, Will invade a sala mas é flagrado e agora corre o risco de ser expulso. Enquanto isso, Paige Bennet, uma linda e sofisticada nova aluna, chega a Rawley Girls Academy e se mostra interessada em Jake.
1x04. Cinderbella
Exibição nos EUA: 2 de agosto de 2000
Exibição no Brasil: 25 de novembro de 2000
Com a chegada do baile de verão da Rawley, Will vê a chance de se aproximar de Caroline Busse, a garota dos seus sonhos. Mas, ao descobrir que ela já possui um par para o baile, Will convida Bella para acompanhá-lo numa festa onde os olhos de ambos ficarão distraídos com outras pessoas. Enquanto isso, Hamilton e Jake revelam segredos num momento de intimidade e Scout tenta ao máximo aproveitar o baile com Paige.
1x05. Winning Isn't Everything
Exibição nos EUA: 9 de agosto de 2000
Exibição no Brasil: 2 de dezembro de 2000
Chega o fim de semana da final da Regata Anual da Rawley Academy, o fim de semana com a presença dos pais. Para Jake, poderia ser uma comum final de semana... se sua mãe não decidisse vir visitá-la. Enquanto isso, Scout deseja apresentar Bella para seu pai, mas ela teme pela sua reação. Will enfrenta seu pai.
1x06. Gone
Exibição nos EUA: 16 de agosto de 2000
Exibição no Brasil: 16 de dezembro de 2000
Uma noite de jogo pode pôr tudo a perder nas vidas de Bella e Scout, quando Grace esquece no quarto de Ryder, na Rawley, uma jaqueta com uma carta de confissão sobre a paternidade de Bella. Se não bastasse, Will vê-se envolvido nesta confusão quando perde seu notebook em uma aposta, para Ryder. Os três acabam roubando o carro de Ryder, o que aumentará ainda mais esta confusão. Enquanto isso, Jake e Hamilton têm seu primeiro encontro romântico, mas o resultado deste encontro pode não ser exatamente o que eles esperavam.
1x07. Free Will
Exibição nos EUA: 21 de agosto de 2000
Exibição no Brasil: 23 de dezembro de 2000
Chega o dia do aniversário de 16 anos de Bella, mas seu dia começa com uma desagradável surpresa chegando pelos correios. Enquanto isso, Will vê-se numa situação privilegiada quando se torna monitor de poesia da garota de seus sonhos, Caroline Busse, mas ela aparentemente parece estar interessada em outra pessoa. Ryder espalha rumores sobre o polêmico romance entre Hamilton e Jake. Bella descobre a verdade sobre Jake.
1x08. Will Bella Scout Her Mom?
Exibição nos EUA: 30 de agosto de 2000
Exibição no Brasil: 30 de dezembro de 2000
É o último dia do curso de verão na Rawley Academy. Enquanto Scout faz seus planos de viagem para o final do verão, Will descobre que a verba de sua bolsa de estudos foi cortada. A verdade sobre Jake é revelada, quando o professor Finn a pega no vestiário masculino em um momento de intimidade com
Hamilton. Bella descobre que o posto de seu pai está indo a leilão. A única saída que encontra é partir de encontro a mãe, dona do posto, para que ela passe o terreno para o nome do pai. Ela irá ser acompanhada por Jake, em fuga da Rawley; Will, que não têm para onde ir agora que perdeu a bolsa e Hamilton, que luta para não perder Jake. Sem saber o que está acontecendo, Sean engole seu orgulho e procura Scout para saber de Bella. Os dois partem em busca de seus amigos e acabam indo parar em uma cabana abandonada com eles, onde os temperamentos opostos irão colidir.
Observação: este é o episódio final da série, cancelada pela WB poucas semanas após sua exibição.

## Repercussão e cancelamento
Tendo estreado na grade do canal americano The WB como uma série de verão (época do ano em que os canais americanos amargam baixíssimos índices de audiência), a série era considerado por muitos um grande sucesso. Tendo alcançado médias de 3 milhões de telespectadores, segundo o Nielsen Media (o "Ibope" americano) em pleno verão americano, os fãs davam como certa a segunda temporada da série, na Fall Season.
Entretanto, para a surpresa geral, a WB decidiu por cancelar a série, muito embora a série tenha obtido uma boa receptividade de fãs e alcançado os índices de audiência constantes de sua série originária, Dawson's Creek, bem como superado os índices de outras séries do canal, na época, como Roswell. A WB alegou na época que Young Americans não havia alcançado os índices esperados.
Muitos dos problemas das noites de quarta, quando a série era exibida pelo canal, se deve ao sucesso de "Survivor" (o "No Limite" americano). Mais problemática ainda é a concorrência de "Big Brother", que roubou o público alvo da WB. "Big Brother" estreou justamente quando a WB exibia o 3º episódio de "Young Americans".
Na tentativa de salvar a série, os fãs iniciaram uma campanha, sugerida justamente pelos astros da série, enviando centenas de pequenas bandeiras americanas. Entretanto, infelizmente, a campanha não surtiu efeito. Os produtores da série chegaram inclusive a oferecer a série para exibição em outros canais americanos, que pudessem estar interessados em atrair um público jovem, mas não houve sucesso.

## O elenco após Young Americans
Se Young Americans impulsionou o sucesso de alguns de seus atores, não sabemos, mas parte de seu elenco fez (e faz) sucesso.
- Ian Somerhalder (Hamilton) - Participou do elenco principal da série LOST, interpretando o jovem Boone. Participou de filmes como Regras da Atração e Pulse. Em 2009 começou a ser protagonista da série The Vampire Diaries, série que faz bastante sucesso entre os jovens, interpretando o vampiro Damon.
- Kate Bosworth (Bella) - Participou de filmes como A Onda dos Sonhos, As Regras da Atração e também interpretou a Lois Lane em Superman: O Retorno.
- Kate Moenning(Jacqueline/ Jake Pratt) - Participou do elenco principal da série The L Word  (2004-2009) , interpretando Shane , durante 6 temporadas. Participou do elenco principal da série Three Rivers como a Drª Miranda Foster. Fez várias participações especiais em séries como Lei e Ordem(2001), Law e Order Special Victims Unit(2003),CSI: Miami (2008), Dexter (2010). Em 2012 começou a série Ray Donovan como a detetive Lena. Participou de vários filmes como  Estão todos bem  ,  O Poder e a Lei  ,  12 Horas.

## Trilha sonora
Estas são as canções mais conhecidas da série. Algumas foram executadas mais de uma vez, no decorrer dos oito episódios de Young Americans:
01. Six Pacs - The Getaway People (Pilot e tema de abertura)
02. Sail Away - David Gray (1x05)
03. Tender - Blur (Pilot)
04. Lets Talk About Sex - Salt-N-Pepa (1x05)
05. Pink Moon - Nick Drake (Pilot, 1x07 e 1x08)
06. Have It All - Jeremy Kay (1x03)
07. This Years Love - David Gray (1x05)
08. I Won't Stand In Your Way - Stray Cats (1x04)
09. I Try - Macy Gray (não foi executada, mas citada por Jake no episódio 1x04)
10. The Maddest Kind Of Love - Big Bad Voodoo Daddy (1x04)
11. Northern Star - Nick Drake (Pilot, 1x02 e 1x07)
12. Breakin' Me - Jonny Lang (1x03)
13. Fernando - E-Rotic (1x08)
14. Somewhere Over The Rainbow - Israel Kamakawiwo'ole (Pilot e 1x08)
15. Goodbye - Crash Poets (1x02 e 1x08)
16. Please Forgive Me - David Gray (1x05)
17. Place to Be - Nick Drake (1x07)
18. Things Behind the Sun - Nick Drake (1x07)
19. Which Will - Nick Drake (1x03)
20. From the Morning - Nick Drake (1x01 e 1x07)
21. Opened Eyes - Idol (1x04)
22. The One - Idol (1x05)
23. So Little - Idol (1x07)
24. The Way You Look Tonight - Julius La Rosa (1x04)
25. What You Wish For - Guster (1x03)
26. Light Of The World - Michael Parker (Pilot)
27. You're So Cool (True Romance Theme) - Hans Zimmer (tema incidental: Pilot, 1x02 e 1x03)

## Unaired Pilot
Originalmente, o personagem Prof. Finn era interpretado pelo ator Jeremy Sisto (A Sete Palmos, Kidnapped), mas acabou substituído pelo ator Ed Quinn, por motivos desconhecidos.
Uma das diferenças entre o piloto original, estrelado por Sisto e o que foi ao ar, é na cena em que Finn ministra sua aula inaugural de inglês, do curso de férias. No piloto original, a aula acontece em uma sala comum. Na mesma cena, pouco antes dos alunos entrarem, Finn aparece dando uns "amassos" na mulher do Reitor, que era originalmente interpretada por uma mulher mais jovem e bonita. (posteriormente substituída pela atriz Kathleen Bridget Kelly). No piloto que foi ao ar, a cena da aula se passa no lago, onde os alunos praticam canoagem. As falas são exatamente as mesmas utilizadas por Sisto no piloto original. A cena do beijo entre Finn e Kate (esposa do Reitor)acabou adiada para o episódio 3 da série, Kiss and Tell.
Outra diferença ocorre na cena em que o Prof. Quinn conta a  Will que sabe que ele comprou o exame de admissão para a Rawley Academy. A cena original se passava logo após o treino da equipe de Canoagem da qual Will faz parte, no galpão das canoas. Na cena que foi ao ar, Finn encontra Will em um corredor do alojamento da escola. A mudança das locações para esta cena, provocaria um erro de continuidade no episódio piloto que foi ao ar na WB.
As cenas com Jeremy Sisto em Young Americans podem ser encontradas no site You Tube, utilizando como critério de pesquisa "Young Americans Unaired Pilot"

## Erros e curiosidades
Beba Coca-Cola!!
A mega empresa de refrigerantes foi a responsável pelo patrocínio da série, na WB. A Coca-Cola bancou parte do orçamento da série, para ter direito a utilizar os episódios para promover seu refrigerante. Em vários momentos no decorrer da série, os personagens centrais da série podem ser vistos bebendo o refrigerante principal da marca. O merchandising já começa no piloto, quando em uma cena Scout compra duas garrafas de Coca Cola no posto de gasolina do pai de Bella, oportunidade em que eles se conhecem.
Nos posteres promocionais da série, podia-se ver a inscrição, acima do logo da série "Coca-Cola Summer Premiere".
- Curiosidade: muito embora no piloto seja mostrado que o posto de gasolina do pai de Bella vende o refrigerante Coca-Cola, nos demais episódios da série Bella constantemente vai ao restaurante onde Will e Scout trabalham apenas para comprar o tal refrigerante, fato no mínimo curioso, não?! Não seria mais fácil simplesmente ela pegar uma garrafa no freezer do posto, ao invés de atravessar a rua para comprar na concorrência?
Pilot (1x01)
Por conta da saída de Jeremy Sisto do elenco da série, o piloto teve que ser regravado. Alguns elementos foram retirados da trama, a pedido da WB. Entretanto, como o piloto não foi totalmente regravado, somente as cenas do personagem Finn, que passou a ser interpretado pelo ator Ed Quinn, na montagem final podemos observar alguns erros de continuidade. A principal delas é na cena em que Will acusa Scout de ter contado a Finn que ele havia comprado o exame de admissão para a escola. Na cena Will conta que foi procurado pelo professor logo após o treino (de canoagem). Entretanto, esta fala faz alusão a cena em que Will é interpelado pelo professor, originalmente no galpão das canoas, na versão por Jeremy Sisto.
- Curiosidade: originalmente, na cena em que Bella vê Scout e Will seminus em frente ao posto, a atriz Gabrielle Christian, que interpreta sua irmã Grace, também aparecia na cena, ao lado de Bella, limpando o carro. Na ocasião da regravação do piloto, Grace foi inexplicavelmente cortada da cena. Na mesma cena, podemos notar que o volume de massa muscular do ator Mark Famiglietti é maior do que na cena anterior, quando ele e Will são jogados pelos alunos veteranos da Rawley Academy no centro da cidade. Isso ocorre porque o ator começou a malhar logo após saber que iria gravar diversas cenas sem camisa. Quando o piloto foi regravado, isso pôde ser notado.
Free Will (1x07): Will e Caroline - um confuso namoro?
No episódio "Cinderbella" (1x04), Will conhece e se apaixona por Caroline Busse (Michelle Monaghan). No final do episódio, Caroline descobre que Will mentiu sobre conhecê-la antes e ser rico, deixando o relacionamento numa indecisão. No episódio seguinte, "Winning Isn't Everything", Will conta a Scout que ele e Caroline estão iniciando bem devagar o relacionamento deles, que se se falaram por telefone e ficaram de sair. No episódio seguinte, "Gone", onde Will perde seu laptop para o Ryder (Charlie Hunnam), Will conta a Scout que não poderá sair com Caroline (com quem havia marcado um encontro) para fazer hora extra no restaurante.
Entretanto, curiosamente no episódio seguinte, "Free Will" (1x07), Will "reencontra" Caroline, ao descobrir que será seu professor particular de poesia. Na cena, Caroline se mostra estranha com Will, principalmente pela última conversa deles, após o baile da escola (!!!) e Will desculpa-se por não ter ligado para ela após a tal noite (!!!) e lamenta não ter podido sair com ela novamente, devido a sua viagem (!!!) de 10 dias para Roma, da qual ela acabara de retornar (logo, motivo pelo qual ela não teria aparecido nos episódios 1x05 e 1x06) que mais tarde descobrimos, ter sido ao lado de Ryder (!!!).
Vamos por partes: Como Will e Caroline não se falaram durante esse período se, em dois episódios ele mesmo faz menção ao relacionamento com ela? Como Caroline teria viajado por 10 dias com Ryder, à Roma, se ele estava na escola durante este suposto período de viagem dela, tanto que ele aparece no episódio 1x06 (anterior ao episódio Free Will), com problemas com o jogo na cidade?
A única certeza que se pode ter neste episódio é que houve uma falha tremenda no roteiro da série!
Free Will (1x07): Bella: 15, 16 ou 18 anos?
No mesmo episódio do conturbado relacionamento de Will e Caroline, surge um outro problema: a idade de Bella Banks (Kate Bosworth). No episódio Piloto e no episódio Cinderbella, Bella afirma ter 16 anos. Entretanto, é somente neste episódio que Bella completa essa suposta idade!
Mas a confusão das idades não param por aí! No começo do episódio, Bella recebe um presente da mãe. Irritada, pouco depois, ela conta para Scout que a mãe a havia abandonado há dez anos (conforme ela mesma já havia mencionado no episódio Our Town). Entretanto, no episódio final da série, durante a viagem para encontrar sua mãe, Bella relembra com Will como ele a apoiou quando sua mãe a abandonou com a irmã e o pai. Ela mesmo havia comentado essa história com Scout, em um episódio anterior, mas aqui ela afirma estar com oito anos de idade à época que a mãe a abandonou e que Will a apoiara neste momento. Quando ela reencontra a mãe, ela cobra o porquê de ter sido abandonada há dez anos por ela. Mas, se ela tinha 8 anos de idade quando a mãe a abandonou, e já teriam se passado 10 anos desde então, como Bella pode ter apenas 16 anos?
Pelo visto, alguém errou nas contas quando escreveu os roteiros da série...
Tema de abertura modificado
As letras da canção "Six Pacs", da banda Getaway People foram alteradas pela banda a pedido dos produtores da série, exclusivamente para os créditos de abertura. Na letra original, havia menções a cigarros e ao sanduíche "Big Mac", da rede McDonalds:
Versão Young Americans:
```
   "Throw all your backpacks, we'll be rolling down the road
   Big dreams and wild schemes, wherever we go
   People all around us, they shower us with love
   You better keep it coming 'cause we just can't get enough
   Where would we be without a little love?
   You can't get by without a little love
   Everybody needs a little bit of love, sometimes"
```

Versão original da música, presente no CD da banda:
```
   "Six packs and Big Macs keep us rolling down the road
   Cigarettes and coffee, wherever we go
   Learn to appreciate those simple little things
   And open up our arms to what the road may bring
   [...]
   People all around us, they shower us with love
   You better keep it coming 'cause we just can't get enough
   Where would we be without a little love?
   You can't get by without a little love
   Everybody needs a little bit of love, sometimes
   (You bring the pack, and we bring the six pack)"
```

## Young Americans e Dawson's Creek
Young Americans foi a primeira e única série derivada do grande sucesso teen Dawson's Creek. Para promover o lançamento da série no verão de 2000 (durante a temporada 1999-2000), o personagem Will (Rodney Scott) foi introduzido na série Dawson's Creek como um amigo de infância de Pacey, por quem sua ex-namorada Andie McPhee (Meredith Monroe) acaba tendo um interesse amoroso.
Will é introduzido no episódio "Stolen Kisses", 19º episódio da terceira temporada de Dawson's Creek, exibido em 26 de abril de 2000. O personagem de Rodney Scott ainda participa dos dois episódios seguintes, "The Longest Day" (3x20) e "Show Me Love" (3x21), para finalmente, em 12 de julho de 2000, estrear Young Americans.